# اس‌ام یوبی-۹۸
اس‌ام یوبی-۹۸ (به انگلیسی: SM UB-98) یک زیردریایی بود که طول آن ۵۵٫۵۲ متر (۱۸۲٫۲ فوت) بود. این زیردریایی در سال ۱۹۱۸ ساخته شد.